# Canton de Montpellier-9
Le canton de Montpellier 9 est une ancienne division administrative française située dans le département de l'Hérault, dans l'arrondissement de Montpellier, jusqu'au redécoupage des cantons en 2014.

## Composition
Il est composé de la commune suivante :
| Nom                     | Code Insee | Intercommunalité                   | Population (dernière pop. légale)                |
| ----------------------- | ---------- | ---------------------------------- | ------------------------------------------------ |
| Montpellier (chef-lieu) | 34172      | Montpellier Méditerranée Métropole | Fraction : 29 430(2012) Commune : 275 318 (2014) |

Il inclut les quartiers suivants :
- Mosson
- La Paillade
- Celleneuve
- Les Hauts de Massane
- Blayac-Pierresvives
- Malbosc
- Le Grand Mail
- Les Tritons

## Administration
| Période | Période | Identité                                     | Étiquette      | Qualité |
| ------- | ------- | -------------------------------------------- | -------------- | --- |
| 1973    | 1979    | François Delmas                              | RI puis UDF-PR | Maire de Montpellier (1959-1977) Député (1978-1981) Secrétaire d'État |
| 1979    | 1985    | Jean-Pierre Vignau (gendre de Gilbert Sénès) | PS             | Premier adjoint au Maire de Montpellier (1977-1979) |
| 1985    | 2015    | André Vézinhet                               | PS             | Directeur de recherches Sénateur (1989-2007) Député (2007-2012) Président du Conseil Général depuis 1998 Vice-Président du Conseil Régional (1983-1989) Conseiller municipal de Montpellier (1977-1998) Président d'Hérault Aménagement Président d'Hérault Transport |

Canton créé en 1973 et découpé dans sa forme actuelle en 1985
Canton renouvelé en 2011.

## 2 photos du canton
|  |  |

## Démographie
| 1975 | 1982 | 1990   | 1999   | 2006   | 2011   | 2012   |
| ---- | ---- | ------ | ------ | ------ | ------ | ------ |
| -    | -    | 25 438 | 25 676 | 28 256 | 28 770 | 29 430 |